# The Lego Movie
The Lego Movie (bra: Uma Aventura LEGO; prt: O Filme Lego) é um filme estadunidense de comédia, aventura e animação baseado na linha de blocos de montar Lego, dirigido pelos mesmos diretores de Cloudy with a Chance of Meatballs, Phil Lord e Chris Miller. Foi lançado em 7 de fevereiro de 2014 nos cinemas americanos.

## Sinopse
Emmet Brickowski (Chris Pratt) é uma minifigura LEGO comum, até o dia em que é confundido com o Mestre Construtor, o grande criador deste mundo de brinquedo, por ter encontrado a famosa peça de resistência. Esta peça, procurada por todos há séculos, seria capaz de desarmar uma poderosa máquina criada pelo presidente do país, o perverso Sr. Negócios (Will Ferrell), que pretende colar todas as peças e impedir as mudanças no sistema. Mesmo sem ter grandes habilidades como criador, Emmet gosta de ser considerado um LEGO especial, e faz de tudo para merecer a confiança de seus amigos, que incluem a rebelde Megaestilo (Elizabeth Banks), o super-herói Batman (Will Arnett), o sábio Vitrúvius (Morgan Freeman), e o gata-unicórnio Unigata (Alison Brie).

## Elenco
- Chris Pratt - Emmet Brickowski
- Will Ferrell - Lord Business
- Morgan Freeman - Vitruvius
- Elizabeth Banks - Lucy / Wyldstyle
- Will Arnett - Bruce Wayne / Batman
- Nick Offerman - MetalBeard

## Recepção
O público pesquisado pelo CinemaScore deu ao filme uma nota média de "A" em uma escala de A+ a F.
No consenso do agregador de críticas Rotten Tomatoes diz: "Com uma bela animação, um elenco de voz encantador, piadas de rir por minuto e uma história surpreendentemente pensativa (...) é diversão colorida para todas as idades". Na pontuação onde a equipe do site categoriza as opiniões da grande mídia e da mídia independente apenas como positivas ou negativas, o filme tem um índice de aprovação de 96% calculado com base em 253 comentários dos críticos. Por comparação, com as mesmas opiniões sendo calculadas usando uma média aritmética ponderada, a nota alcançada é 8,2/10.
Em outro agregador, o Metacritic, que calcula as notas das opiniões usando somente uma média aritmética ponderada de determinados veículos de comunicação em maior parte da grande mídia, tem uma pontuação de 83/100, alcançada com base em 43 avaliações da imprensa anexadas no site, com a indicação de "aclamação universal".

## Spin-offs e sequência
Em outubro de 2014, foram anunciados 3 filmes para a franquia, para expandir o universo cinematográfico do Lego. O primeiro será 
um filme solo do Batman chamado LEGO Batman: O Filme que estreará no dia 10 de fevereiro de 2017. No dia 22 de setembro de 2017, será lançado LEGO Ninjago: O Filme. E no dia 18 de maio de 2019, será lançada a continuação do filme, intitulada de The LEGO Movie 2: The Second Part.

## Prêmios e Indicações
- Oscar 2015 - Melhor canção original - "Everything Is AWESOME!!!" (Shawn Patterson) - Indicado
- Globo de Ouro 2015 - Melhor Animação - Indicado
- BAFTA 2015 - Melhor filme de animação - Venceu
- New York Film Critics Circle - Melhor Filme de Animação - Venceu